# Question of Time
Question of Time är ett popalbum av musikgruppen Style från 1988.

## Låtlista
| Nr  | Titel                     | Längd |
| --- | ------------------------- | ----- |
| 1.  | Closer Than That          | 3:51  |
| 2.  | Empty Bed                 | 3:52  |
| 3.  | Blue                      | 4:06  |
| 4.  | Killing Me                | 4:09  |
| 5.  | Sentimental               | 4:31  |
| 6.  | It's A Secret             | 4:07  |
| 7.  | Happy Day                 | 4:34  |
| 8.  | Tequiero                  | 4:00  |
| 9.  | Love/Hate                 | 3:51  |
| 10. | Close to the Edge of Time | 5:30  |
| 11. | Question of Time          | 4:07  |

## Listplaceringar
| Lista (1988) | Topplacering |
| ------------ | ------------ |
| Sverige      | 4            |